# Matsyasana

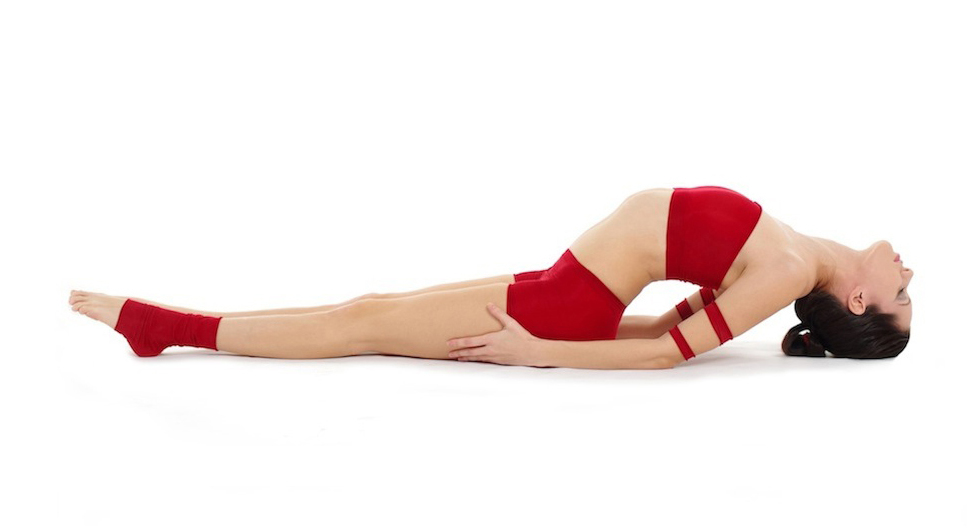
Matsyasana

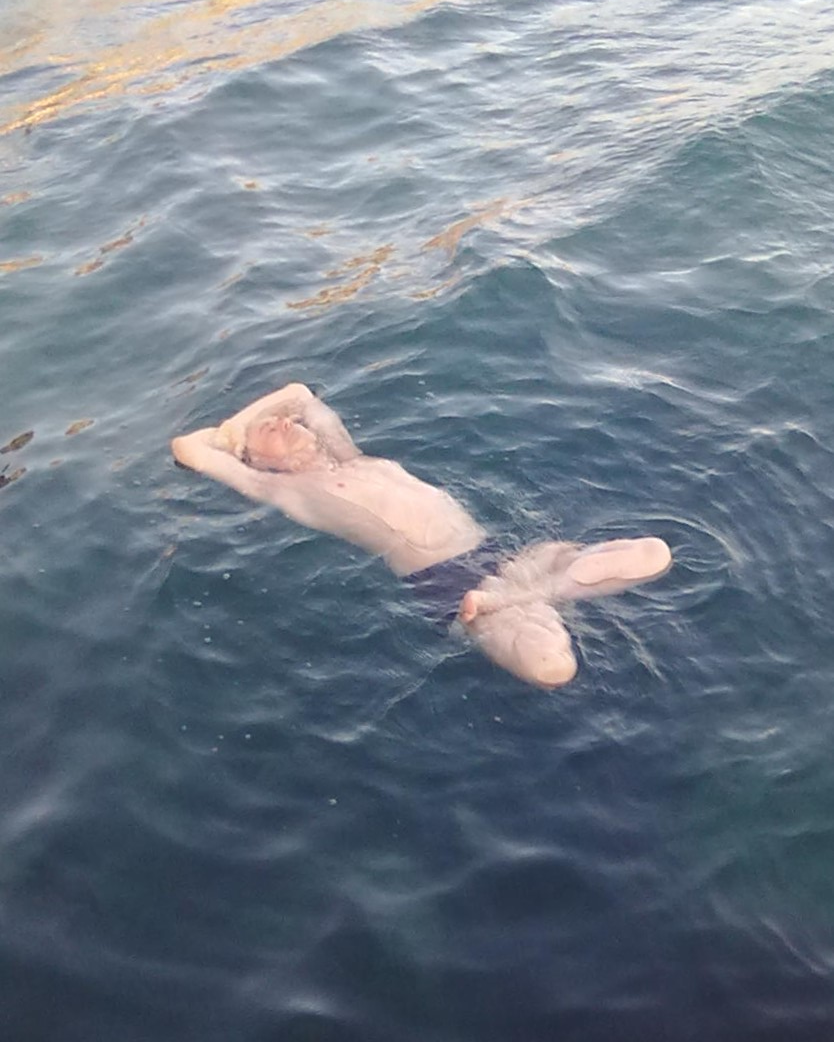
Yogi drijvend in Matsyasana

Matsyasana (Sanskriet voor vishouding) is een houding of asana.
| Sanskriet | vertaling                   |
| matsya    | vis                         |
| asana     | houding (letterlijk: 'zit') |

## Beschrijving
De houding is een halve achteroverbuiging. Hierbij ligt de beoefenaar achterover op de hielen, dijen en billen en sterkt de rug in een ronding vanuit de heupen, waarbij het hoofd uiteindelijk met de achterkant van de kruin naar de grond terugbuigt. De handen, onderarmen en de ellebogen zorgen voor steun, wanneer ze langs de onderbuik liggen.
De Vis wordt vaak gebruikt als vervolghouding op de Sarvangasana.